# Mundur Legionów Polskich we Włoszech

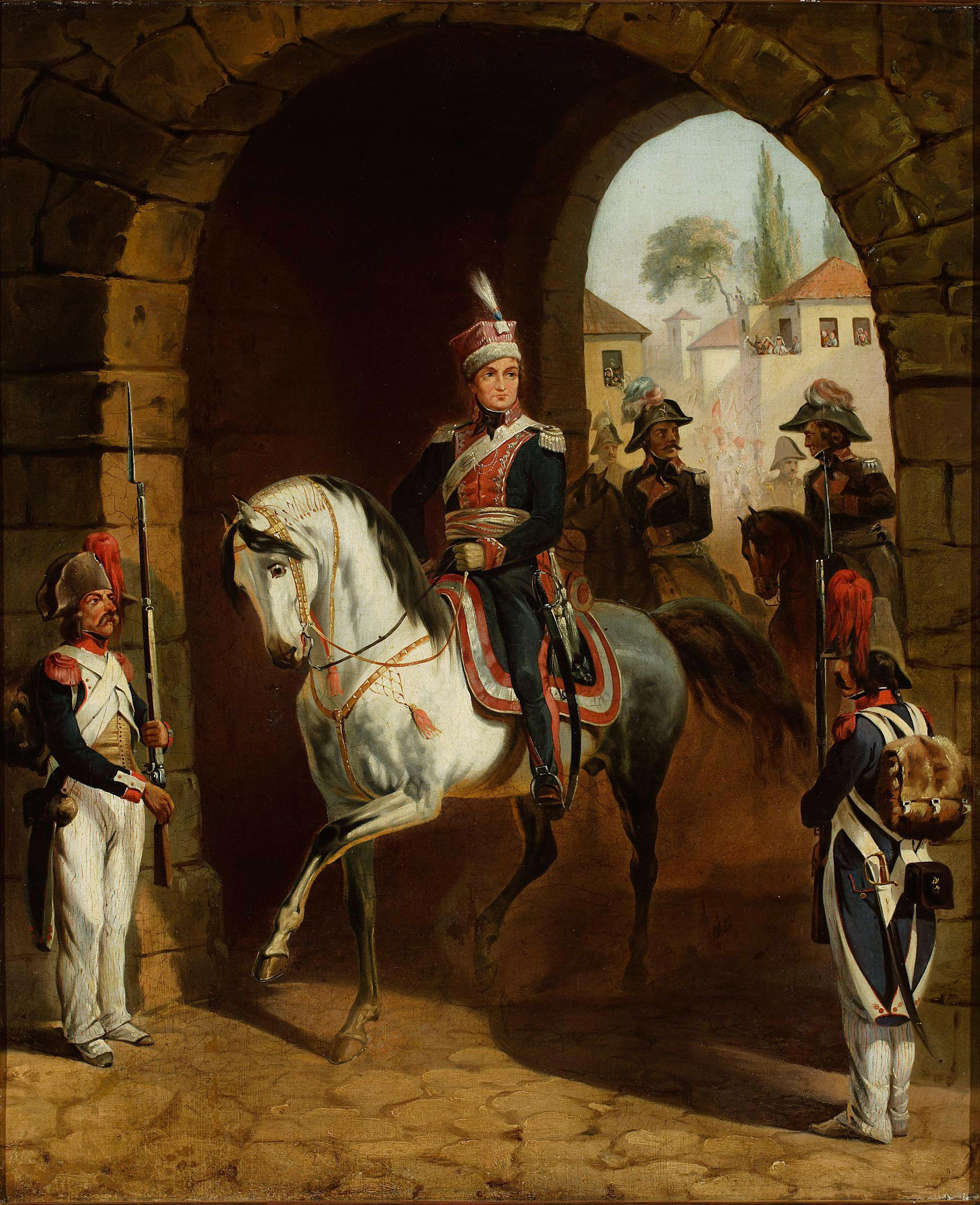
Gen. Henryk Dąbrowski w Rzymie, obraz Januarego Suchodolskiego

Mundur Legionów Polskich we Włoszech – ubiór polskich formacji legionowych walczących u boku Francji w latach 1797–1807. 

## Mundur w okresie formowania legionów

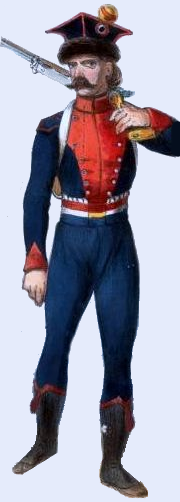
Żołnierz legionu

Twórca legionów polskich, Jan Henryk Dąbrowski, w rozmowach z rządem Republiki Lombardzkiej ustalił, że "ubiory, odznaki wojskowe i organizacja tego korpusu winny być w miarę możności zbliżone do zwyczajów Polaków". Kilkanaście dni po rozpoczęciu formowania pododdziałów, przedstawiono władzom Lombardii umundurowanych 20 grenadierów i 20 strzelców.
Grenadierzy posiadali mundur wzorowany na polskiej kawalerii narodowej. Były to granatowe spodnie i kurtki z karmazynowymi wyłogami, kołnierzem, mankietami i połami. Strzelcy nosili podobny mundur z ozdobami zielonymi. Wzorowany był na mundurze 3 regimentu pieszego buławy polnej litewskiej. Buty noszono z cholewkami do połowy łydki. Nogawki spodni wkładane do butów. Na prawym ramieniu noszono czerwono-biało-zielony kontrepolet w barwach lombardzkich z napisem "Gli uomini liberi sono fratelli". 
Pierwsi grenadierzy i strzelcy wystąpili przed władzami lombardzkimi w kapeluszach . Wkrótce jednak zamieniono je na rogatywki z czarnym barankiem bez daszka. Oficerowie sztabu nosili czerwone czapki, a żołnierze piechoty - granatowe. Przypinano do nich kokardy francuskie. Na początku XIX w. weszły w życie wysokie i usztywnione rogatywki z okutym daszkiem i podpinką. 
Kolejny formowany 3 batalion fizylierów miał nosić granatowe kurtki i spodnie z jasnoniebieskimi wyłogami. Z uwagi na tempo prac organizacyjnych, zrezygnowano z epoletów u fizylierów, a szyto czarne czapki z jasnobłękitnym barankiem, czerwonymi kitkami oraz biało-karmazynowymi kordonami. Ponieważ planowanych dla legionistów butów z półcholewkami nie dostarczono, żołnierze nosili buty używane w armii francuskiej. W zestawieniu ze spodniami połowa łydki pozostawała odkryta. Wyposażono więc żołnierzy w małe płócienne, czarne kamasze.

## Mundury oddziałów Legii

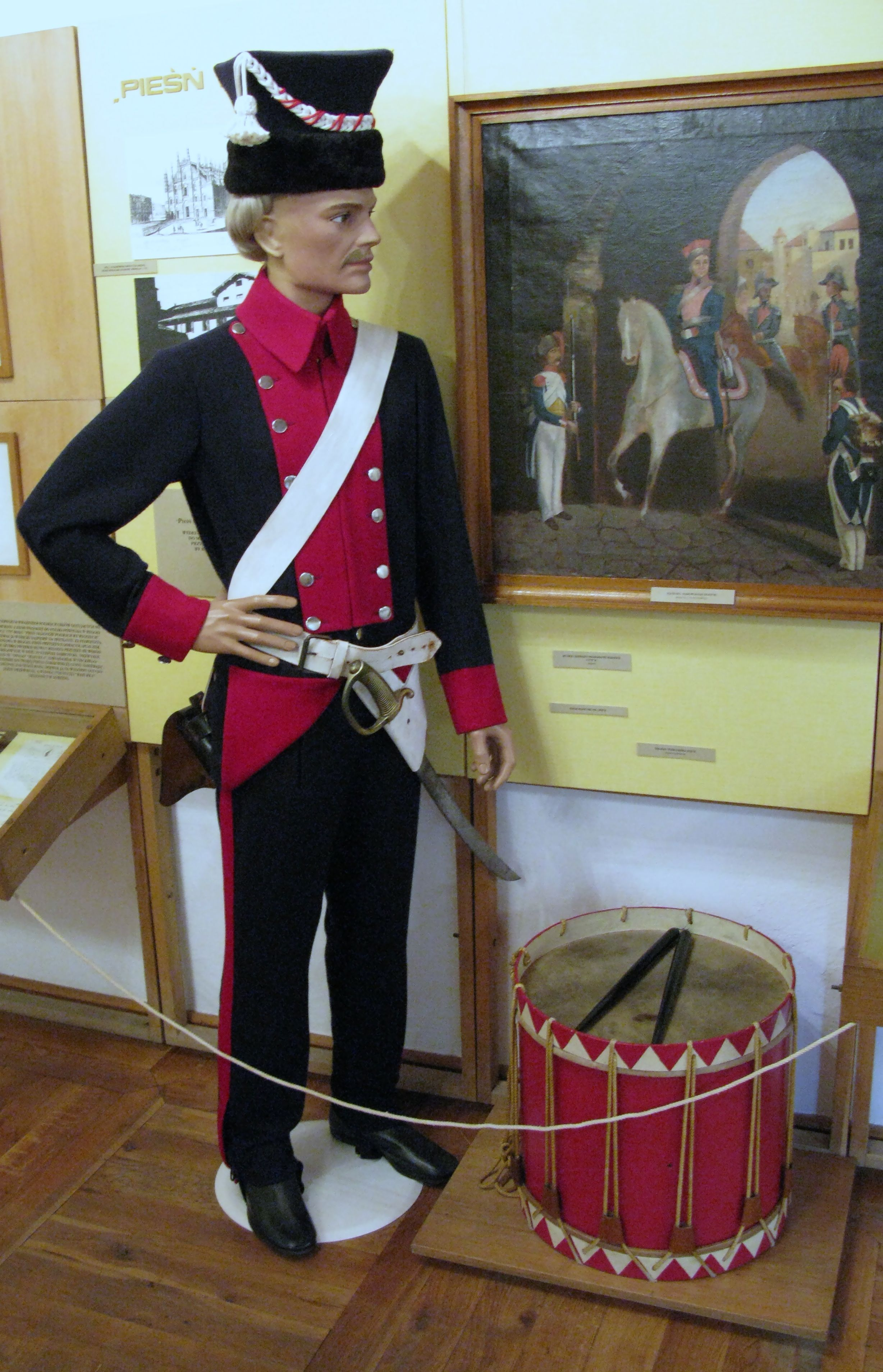
Mundur legionisty

W maju 1797 roku zreorganizowano oddziały i utworzono dwie legie. Mundur stanowiły polskie granatowe kurtki i spodnie. Ozdoby posiadały kolory lombardzkie: pierwsza legia miała mieć białe wyłogi, czerwone kołnierze i zielone klapy, druga - zielone wyłogi, białe kołnierze i czerwone klapy. Nie zostało to jednak zaakceptowane przez Dąbrowskiego i ostatecznie legioniści nosili: "kurtkę, pantalony i czapkę; szarfę, dragonki i kordony oficerskie srebrne, przerabiane karmazynowym jedwabiem". Podstawowym kolorem munduru pozostał granatowy. Bataliony różniły się barwą ozdób oraz guzików, wzorowaną na barwach regimentów Rzeczypospolitej. Odpowiednio bataliony 1 Legii nosiły: 
- I batalion 1 Legii – ozdoby karmazynowe, a szlify i guziki srebrne barwy kawalerii narodowej[6];
- II/1 - ozdoby zielone i guziki złote wzorowane na 3 regimencie pieszym buławy polnej litewskiej[6];
- III/1 - wzorując się na 10 regimencie pieszym koronnym Ordynacji Rydzyńskiej, miał ozdoby żółte i guziki srebrne[6].

Bataliony 2 Legii posiadały natomiast: 
- I/2 batalion - czarne wyłogi i srebrne guziki, co było odwołaniem się do 8 regimentu pieszego litewskiego im. Radziwiłłów[6];
- II/2 - wzorem 16 regimentu pieszego koronnego, wyłogi niebieskie z czerwoną wypustką i srebrnymi guzikami[6]
- III/2 - podobnie jak 2 regiment pieszy koronny szefostwa Wodzickiego lub 3 regiment pieszy koronny – czerwone i srebrne guziki[6].

Ze względów oszczędnościowych żołnierze "donaszali" aktualnie używane mundury. Jedynie III/2 Legii otrzymał regulaminowe kolory. Dla wszystkich batalionów przewidziano zdobyczne austriackie białe oporządzenie. Nowo powstałe trzy kompanie artylerii polskiej nosiły prawdopodobnie nowy mundur cisalpińskiej artylerii pieszej. Był to zielony frak z wyłogami, czarny kołnierz i mankiety z czerwoną wypustką oraz z czerwonymi połami. Do munduru zakładano zieloną kamizelkę, zielone spodnie i czarne kamasze. Nakryciem głowy był czarny kapelusz. Oficerowie zakładali epolety polskie. Noszono również kokardy francuskie.
Proklamowanie Republiki Cisalpińskiej zmieniło status Legionów. W nowej konwencji podpisanej 17 listopada 1797 roku zapisano, że "Ubiór, znaki stopni wojskowych, kolor mundurów batalionu […] będą zgodne z […] przepisami dawnego wojska polskiego". W konwencji nie wspominano kontrepolecie, a kokardę o barwach francuskich zmieniono na barwy cisalpińskie. W artylerii nakazano wprowadzić "ubiory polskie". Kanonierzy mieli używać jeszcze starych cisalpińskich mundurów, oficerowie zaś założyć polski ciemnozielony mundur ze złotymi galonami. W trakcie marszu 1 Legii na Rzym, w Toligno generał Dąbrowski rozkazał ściągnąć z okolicy wszystkich krawców i przerobić "długie fraki towarzyszącej mu kompanii artylerii na kurtki polskie".

## Ujednolicenie barw w ramach poszczególnych legii

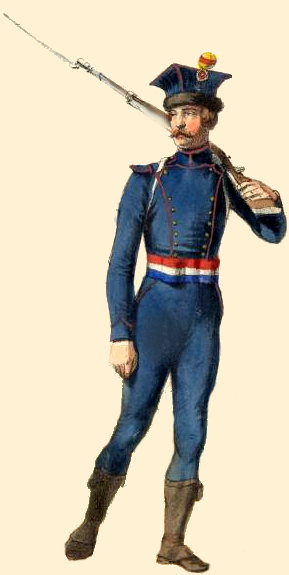
Legionista

Jesienią 1798 roku rozpoczęto reorganizację wojsk cisalpińskich (w tym polskich). Celem ujednolicenia umundurowania jednostki polskie winny założyć zielony mundur włoski. Protest gen. Dąbrowskiego spowodował cofnięcie decyzji tak daleko idących zmian mundurowych. W rozkazie z 1 października 1798 roku zalecono ujednolicenie kolorów w obrębie poszczególnych legii. Żołnierze 1 Legii mieli nosić wyłogi karmazynowe, a 2 Legii pąsowe. Mundury zachowały swoją zasadniczą barwę: piechota - granatowy, artyleria - zielony. 
Rozkaz ministra wojny Republiki Cisalpińskiej 29 października nakazywał by generałowie nosili polskie mundury z tasiemką w barwach cisalpińskich na prawym ramieniu i napisem: Ludzie wolni są braćmi. Dla adiutantów generalnych przewidziano kurtkę granatową z karmazynowymi ozdobami, srebrnymi guzikami i białą kamizelką. Spodnie miały być granatowe z karmazynowym lampasem, a czapka karmazynowa z galonem srebrnym i czarną skórą zamiast baranka. Od armii francuskiej przyjęto również szarfy z granatowo-biało-karmazynowymi frędzlami na lewym ramieniu: karmazynową dla adiutanta generała lejtnanta i granatową dla adiutanta generała majora.
Artyleria nosiła ciemnozielone kurtki z czarnymi ozdobami i złotymi guzikami oraz rajtuzy sukienne czarne z zielonym lampasem. Czapki także koloru ciemnozielonego z czarną skórą, złotym galonem i kitką z czarnych piór. Pod kurtką noszono białą kamizelkę. Zielone czapraki oficerskie posiadały czarną wypustką i jedwabną żółtą taśmą. W rogach wyszyto czarne granaty.
Podoficerowie na rękawach nosili galony podszyte suknem w kolorze legii. Na szyję, pod kołnierzem, zakładano czarne halsztuki. 
Reforma zmieniła też rodzaj i kolor czapek. Podoficerowie i szeregowi nosili ciemnozielone czapki z pąsowo-białymi wypustkami na szwach. Fizylierzy mocowali kitki włosiane w barwach francuskich, grenadierzy – pąsowe, a strzelcy - zielone. 
Bataliony różniły się sukiennymi otokami na czapkach. Ich kolor był pozostałością po dawnych barwach batalionowych. W 1 Legii I batalion miał otoki karmazynowe, II batalion zielone, a III żółte. W 2 Legii: I - czarne, II - niebieskie, a III - pąsowe. Od 23 listopada barwy batalionowe na dole kitek otrzymali grenadierzy i strzelcy. W dni chłodne ubierano szary płaszcz.
Oficerowie wyróżniali się granatowymi czapkami ze srebrno-karmazynowym kordonem. Kity u czapek miały barwy niebiesko-biało-pąsowe, a u oficerów kompanii grenadierskiej pąsowe, a w strzeleckiej - zielone. W późniejszym okresie, na dole kity, dodano kolory batalionowe. Na szyję oficerowie zakładali czarne chusty z białą wypustką. Buty do połowy łydki, oblamowane czarną skórą zakładane na wierzch spodni. Na pendent z czarnej, lakierowanej skóry z gładką klamrą zakładano jedwabną szarfę z frędzlami przerabianą karmazynową nicią. Na lewym ramieniu oficerowie przypinali naramiennik, na prawym kontrepolet w barwach cisalpińskich. Oba naramienniki i szlufki były podszyte suknem w barwie batalionu.
Żołnierze służby zdrowia nosili niebieskie mundury z czarnymi ozdobami i białymi guzikami. Zwoszczycy posiadali szare mundury z granatowymi ozdobami. Zamiast czapek zakładali czarne okrągłe kapelusze z biała blachą z numerem legii.
Zbliżająca się wojna spowodowała, że pod koniec listopada 1798 roku zaprzestano szycia nowych mundurów. Reformę mundurową musiano rozłożyć w czasie.

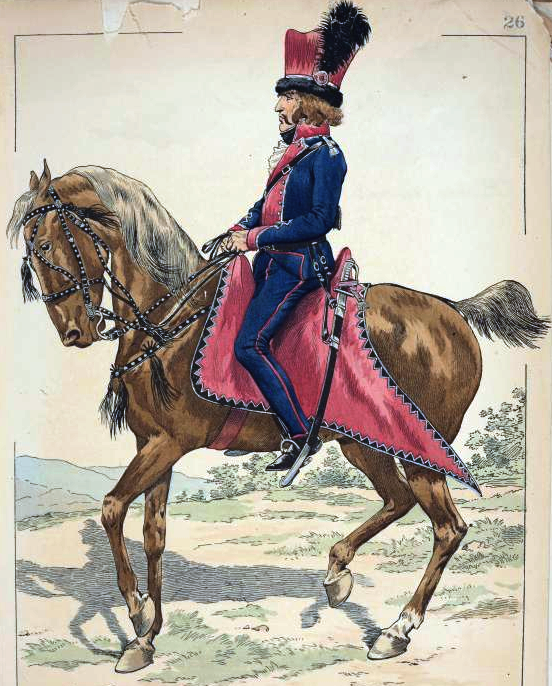
Oficer kawalerii

W czasie wojny z Neapolem, po zdobyciu Gaety, przystąpiono do formowania pułku kawalerii. Przewidziano dla niego umundurowanie wzorowane na dawnej kawalerii narodowej. Były to granatowe kurtki i spodnie z karmazynowymi wyłogami oraz rogata czapka. Warunki wojny wymusiły jednak stosowanie starych mundurów piechoty.
Dodatek do przepisu mundurowego kawalerii 7 marca nakazywał: "Oficerowie będą mieli srebrne akselbanty i kontrepolety jak piechota, znaki rangi będą na akselbancie; zresztą oficerowie i żołnierze będą ubrani jak 1 Legia, z tą różnicą, że oficerowie będą mieli czapki amarantowe z czarnym barankiem".
W wyniku reorganizacji legionów powstały nowe oddziały. Były to: batalion grenadierów, batalion strzelców oraz pułk ułanów. Wprowadzono zatem nowe rozróżnienia kit na czapkach w piechocie i w kawalerii. Sztab miał nosić kity niebiesko-biało-czerwone, grenadierzy pozostali przy kitach czerwonych, a strzelcy przy zielonych. Bataliony fizylierskie różniły się kombinacją trzech barw: I batalion miał kity białe na dole, czerwone w środkowej części, a u góry błękitne, II - błękitne, białe i czerwone, a III - czerwone, błękitne i białe.
W kawalerii kity rozróżniały poszczególne kompanie. Kolorem nawiązywały do barw proporczyków na lance ustalonych 12 lutego 1791 roku.
W I szwadronie jego 1 kompania miała kity czerwono-biało-niebieskie, a 2 kompania niebiesko-biało-czerwone. 
W II szwadronie 1 kompania nosiła barwy czerwono-niebiesko-białe, a 2 kompania barwy biało-niebiesko- czerwone. W kawalerii panował też opór wobec używania epoletów. Ich role pełnić miały akselbanty, na których powinny znaleźć się z gwiazdki i belki stosownie do stopnia.
Unicestwienie 2 Legii i wysokie straty 1 Legii zmusiły Dąbrowskiego do odbudowy korpusu. W październiku przydzielono sukno na uszycie 600 mundurów dla nowych ochotników, ale w uproszczonej formie. Podstawowym kolorem pozostawał granat z karmazynowymi ozdobami. Pod spód zakładano biały lejbik, a na wierzch białe skórzane pasy do ładownicy i tasaka. Czapki miały być wyższe, koloru granatowego z czarnym otokiem i skórzanym daszkiem, szwami karmazynowymi i biało-czerwonym sznurem. Do czapki przypinano francuską kokardę. Wysoka, sztywna, "kaszkietowa" czapka o czterech rogach ze skórzanym denkiem, daszkiem i podpinką zajęła trwałe miejsce w polskim ubiorze wojskowym.

## Mundur w Legii Włoskiej i w półbrygadach
W lutym 1800 roku rozpoczęto formowanie Legii Włoskiej. Piechota miała otrzymać barwy granatowo-karmazynowe, a artylerzyści zielono-czarne. Mundur dla piechoty: kurtka granatowa krótka z ozdobami karmazynowymi, kamizelka i spodnie granatowe, guziki białe, czapka polska z piórem. Oficerowie mieliby prawo noszenia odznak rang posiadanych w Polsce i we Włoszech. Artyleria nosiłaby kurtki zielone krótkie, z ozdobami czarnymi, kamizelki i spodnie zielone, guziki żółte, półgetry, polską czapkę czarną z piórem.
Na konferencji 24 marca zmieniono mundury polskim artylerzystom. Były to kawowe kurtki z żółtymi obszlegami, a kamizelki zielone, spodnie karmazynowe niemieckie krótkie i białe kamasze.
28 października  specjalna komisja mundurowa ujednoliciła ozdoby przy granatowych mundurach (karmazynowe) i przywróciła dla ogółu czapki granatowe z kitami. W służbie codziennej i w koszarach dopuszczono noszenie surdutów i stosowanych kapeluszy. Wobec trudności z zakupem właściwych materiałów doszło niebawem do uproszczeń w stroju i ozdobach. Grenadierzy i VII batalion zamiast polskich czapek dostał francuskie kaszkiety, tak że zwano ich żartobliwie "kogutkami".
Proces umundurowania batalionów przebiegał powoli, a braki podstawowego wyposażenia uzupełniano nawet po zawarciu pokoju w Luneville. 

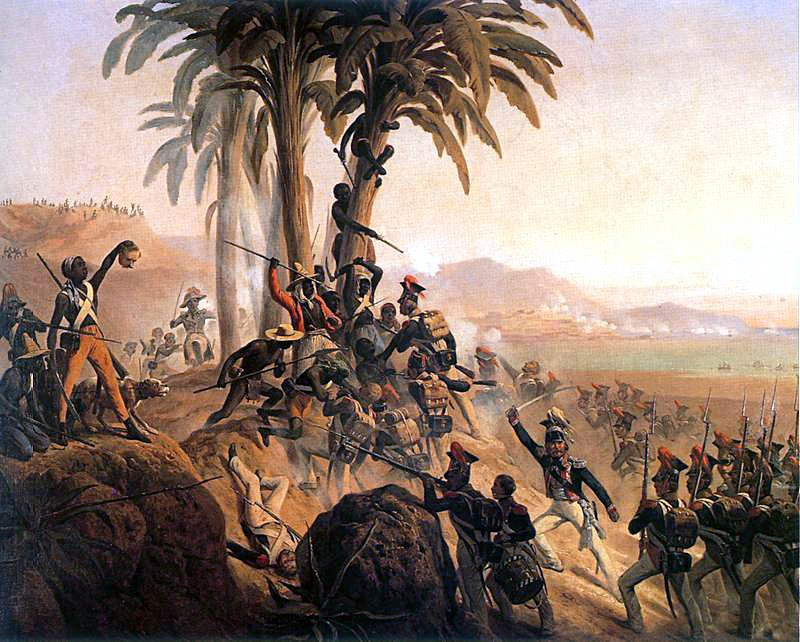
Polacy na San Domingo

Po reorganizacji Legii i utworzeniu półbrygad, na przełomie kwietnia i maja 1802 roku wszedł w życie nowy regulamin mundurowy. Kurtki pozostawały granatowe, ale przypinane wyłogi były żółte. Zapięcia na siedem guzików. Pod spód oficerowie zakładali kaszmirowe lub bawełniane białe kamizelki. Szeregowcy i podoficerowie nosili kamizelki sukienne. Czapki granatowe z kwadratowym dnem, z wypustkami, z daszkiem z czarnej lakierowanej skóry i okuciem: srebrnym dla oficerów i z białego metalu dla żołnierzy. 
Spodnie granatowe, dawnego kroju z lampasem koloru słomy wykładane na buty. Na początku 1803 roku 2 półbrygada właśnie w tych mundurach popłynęła na Antyle. Przed wyjazdem żołnierze dostali też umundurowanie kolonialne. Były to m.in. lżejsze buty, dwie ciemnoniebieskie koszule, para spodni i płócienna kurtka. Dla oficerów dodatkowo wydano białe spodnie. W czasie walk półbrygady szybko straciły jednolity wygląd, a żołnierze zakładali elementy umundurowania francuskiego.
Na wyspie stosowano kilka wariantów umundurowania. Były to dawne sukienne mundury legionowe, z karmazynowymi ozdobami dla 3 półbrygady i żółtymi dla 2 półbrygady. Szeregowcy mogli nosić białe, płócienne czechczery. Oficerom przysługiwały białe "kaźmirkowe". Innym wariantem umundurowania był lekki francuski ciemnoniebieski uniform kolonialny. Element narodowy stanowiły wówczas polskie czapki.
Do walki zakładano słomkowe kapelusze, kurtki noszono rozpięte lub zastępowano je kolonialnymi ciemnoniebieskimi koszulami lub kamizelkami z rękawami. Do walk w dżungli nakładano białe płócienne czechczery lub francuskie niebieskie spodnie kolonialne.
Pozostałe we Włoszech oddziały polskie tj. pułk ułanów oraz 1 półbrygada piechoty, otrzymały nowe umundurowanie. Grenadierzy założyli francuskie czaka. Coraz częściej pojawiały się też w wyposażeniu elementy francuskie.

## W Legii Polsko-Włoskiej
Wiosną 1807 roku piechota oraz ułani stali się zalążkiem Legii Polsko-Włoskiej. Pułk ułanów otrzymał nowe "mundury, lederwerki, broń, osiodłanie i okiełznanie". Jednocześnie nowo utworzona kompania wyborcza założyła bermyce z żółtymi flamami i czerwonymi kitami. Żołnierze kompanii centralnych nosili granatowe czapki z białymi taśmami, z otokiem z białego, krótko strzyżonego baranka, kokardą francuską oraz czerwoną kitą zakończoną białym szczytem. Wszyscy żołnierze zakładali kurtki, kamizelki i spodnie granatowe z żółtymi kołnierzami i żółtymi wypustkami na wyłogach, kamizelce i spodniach. Guziki, epolety, akselbanty oraz pasy były białe.
Wiosną 1808 roku wprowadzono kurtki z pełnymi żółtymi wyłogami i blachy na czapki w kształcie półsłońca. Formowane trzy pułki piechoty otrzymały mundury granatowe z żółtymi wyłogami, kołnierzem, mankietami i połami. Pod mundur wkładano biały lejbik. Żołnierze nosili czapki granatowe z czarnym skórzanym otokiem i daszkiem, ozdobione francuską kokardą i kitami. Dla oficerów przewidziano kapelusze i ryngrafy. Na tym zamyka się historia munduru polskich formacji powstałych i walczących we Włoszech.